# سیارک ۲۳۷۹۲
سیارک ۲۳۷۹۲ (به انگلیسی: 23792 Alyssacook، نامگذاری:1998QU24) بیست و سه هزار و هفتصد و نود و دومین سیارک کشف شده‌است که در ۱۷ اوت ۱۹۹۸ کشف شد.
قدر مطلق سیارک برابر ۱۷.۰ است.